# パイク・プランニング
パイク・プランニング (Pike Planning) は、日本の芸能事務所である。2017年（平成29年）7月1日に株式会社GOLD STARと合併した。

## 所属タレント
2017年（平成29年）7月現在
- 木嶋のりこ
- みなみゆめ
- 柚木絢美
- 藤崎日菜子
- 佐倉仁菜
- 蒼井ちあき

### 元所属タレント
- 原田真緒
- 萌木七海
- 遊佐美咲
- 鈴木ゆき
- 七瀬優菜
- 工藤夢
- 河那辺絢美
- 星名あゆみ
- 宇沙木ゆき
- 9-Bits
- 初原千絵（業務提携）
- 七緒らん（業務提携）